# Epanolol
El epanolol es un fármaco bloqueador de los receptores β1 cardioselectivo, es decir que sus acciones son específicas en el corazón antes de llegar a ser efectivas en el pulmón. A diferencia de otros beta bloquenates, el epanolol tiene efectos parcialmente agonistas sobre los recebtores β1, de manera que tiene acción leve en reducir la hipertensión arterial y la frecuencia cardíaca. En vista de este efecto agonista, el epanolol tiene utilidad en reducir el número de episodios de angina de pecho sin reducir la presión arterial ni la frecuencia cardíaca, en comparación con el atenolol, por ejemplo. Se ha demostrado también que el epanolol es mejor tolerado que el atenolol. El epanolol es uno de los betabloqueantes con actividad simpaticomimético intrínseco.